# Tekniska högskolan i Jönköping
Tekniska Högskolan i Jönköping, JTH, är en av fyra fackhögskolor vid Högskolan i Jönköping. Tekniska Högskolan är en av landets största utbildare av högskoleingenjörer och erbjuder även yrkesinriktade utbildningar och masterprogram.
Forskning och forskarutbildning inriktas på industriell produktframtagning i samverkan, särskilt tillämpningar i och för små och medelstora tillverkande företag och näraliggande tjänsteföretag. 
Forsknings- och utbildningsmiljön SPARK vid Jönköping University är nära kopplad till Tekniska Högskolan i Jönköping och stödjer tillverkande företags utveckling och framtagning av kunskapsintensiva produkter och processer.

## Historia
Ingenjörshögskolan har sitt ursprung i en YTH-utbildning inom trä- och verkstadsteknik som startade 1975. Två år senare grundas högskolan i Jönköping och YTH-utbildningen inlemmas i den. 1994 tas det stora steget till Ingenjörshögskolan som den ser ut idag då man ombildar teknikinstitutionen vid högskolan till Ingenjörshögskolan i Jönköping, ett av utbildnings- och forskarbolagen som ägs av stiftelsen Högskolan i Jönköping. 1995 gör man om ingenjörsutbildningarna till att bli treåriga, det vill säga 180 poäng. 1998 flyttar Ingenjörshögskolan in på det nybyggda campuset vid Munksjön där man huserar än idag.
1 januari 2007 bytte Ingenjörshögskolan namn till Tekniska Högskolan i Jönköping, JTH. Tekniska Högskolan blir centrum för en nationell satsning på industriell produktion och produktutveckling, särskilt för små och medelstora företag. Det sker genom ett långsiktigt samarbete med Chalmers och KTH.

## Utbildningar
Tekniska Högskolan erbjuder högskoleingenjörsprogram, masterprogram, tvååriga yrkesinriktade utbildningar, fristående kurser på campus och distans samt civilingenjörsprogram. Uppdragsutbildningar ges som kompetensutveckling till redan yrkesverksamma. Forskning och forskarutbildning inriktas på industriell produktframtagning i samverkan, särskilt tillämpningar i och för små och medelstora tillverkande företag och näraliggande tjänsteföretag.
Tekniska Högskolan i Jönköping samarbetar med näringslivet i regionen för att studenterna ska få en utbildning anpassad till marknadens behov. Följande utbildningar ingick i Tekniska Högskolans programutbud läsåret 2020/2021.

### Högskoleingenjörsutbildningar, teknologie kandidat
- Byggnadsteknik
  - Byggnadsutformning med Arkitektur
  - Husbyggnadsteknik/Väg- och Vattenbyggnadsteknik
- Datateknik
  - Mjukvaruutveckling och mobila plattformar
  - Inbyggda system
- Industriell organisation och Ekonomi
  - Logistik och Ledning
  - Sustainable Supply Chain Management
- Maskinteknik
  - Industriell ekonomi och Produktionsledning
  - Produktutveckling och design

### Civilingenjörsutbildningar
- Byggnadsteknik
- Industriell produktframtagning
- Datateknik

### Masterutbildningar
- AI Engineering
  - Materials and Manufacturing
  - Product Design
- Production Engineering and Management
  - Supply Chain Operations Management
- Sustainable Building Information Management
  - User Experience Design[5][6]

### Kandidatexamen
- Ljusdesign
- Grafisk design och webbutveckling[5]

### Högskoleexamen
- - 3D-teknik
  - Produktutveckling med Möbeldesign

### Övriga utbildningar
- Fristående kurser
- Tekniskt basår på campus eller på distans
- Teknisk bastermin
- Yrkeshögskoleutbildning[5]

## Studerandesektionen
Studenter vid Tekniska Högskolan har möjlighet att tillhöra teknologsektionen HI TECH som verkar för en bättre studiemiljö. Teknologsektionen skall inte förväxlas med Studentkåren, även om båda organisationerna i grunden arbetar för samma mål.